# کریستینا اووینیا
کریستینا اووینیا (اسپانیایی: Cristina Ouviña‎؛ زادهٔ ۱۸ سپتامبر ۱۹۹۰) بازیکن بسکتبال زن اهل اسپانیا است.
وی در مسابقات کشوری و بین‌المللی در مجموع برندهٔ ۲ مدال طلا، ۱ مدال نقره، ۱ مدال برنز شده‌است.